# Valoria la Buena (kommunhuvudort)
Valoria la Buena är en kommunhuvudort i Spanien.   Den ligger i provinsen Provincia de Valladolid och regionen Kastilien och Leon, i den centrala delen av landet, 170 km norr om huvudstaden Madrid. Valoria la Buena ligger 729 meter över havet och antalet invånare är 674.
Terrängen runt Valoria la Buena är platt västerut, men österut är den kuperad. Runt Valoria la Buena är det glesbefolkat, med 12 invånare per kvadratkilometer. Närmaste större samhälle är Dueñas, 8,7 km norr om Valoria la Buena. Trakten runt Valoria la Buena består till största delen av jordbruksmark.